# Hefajstion

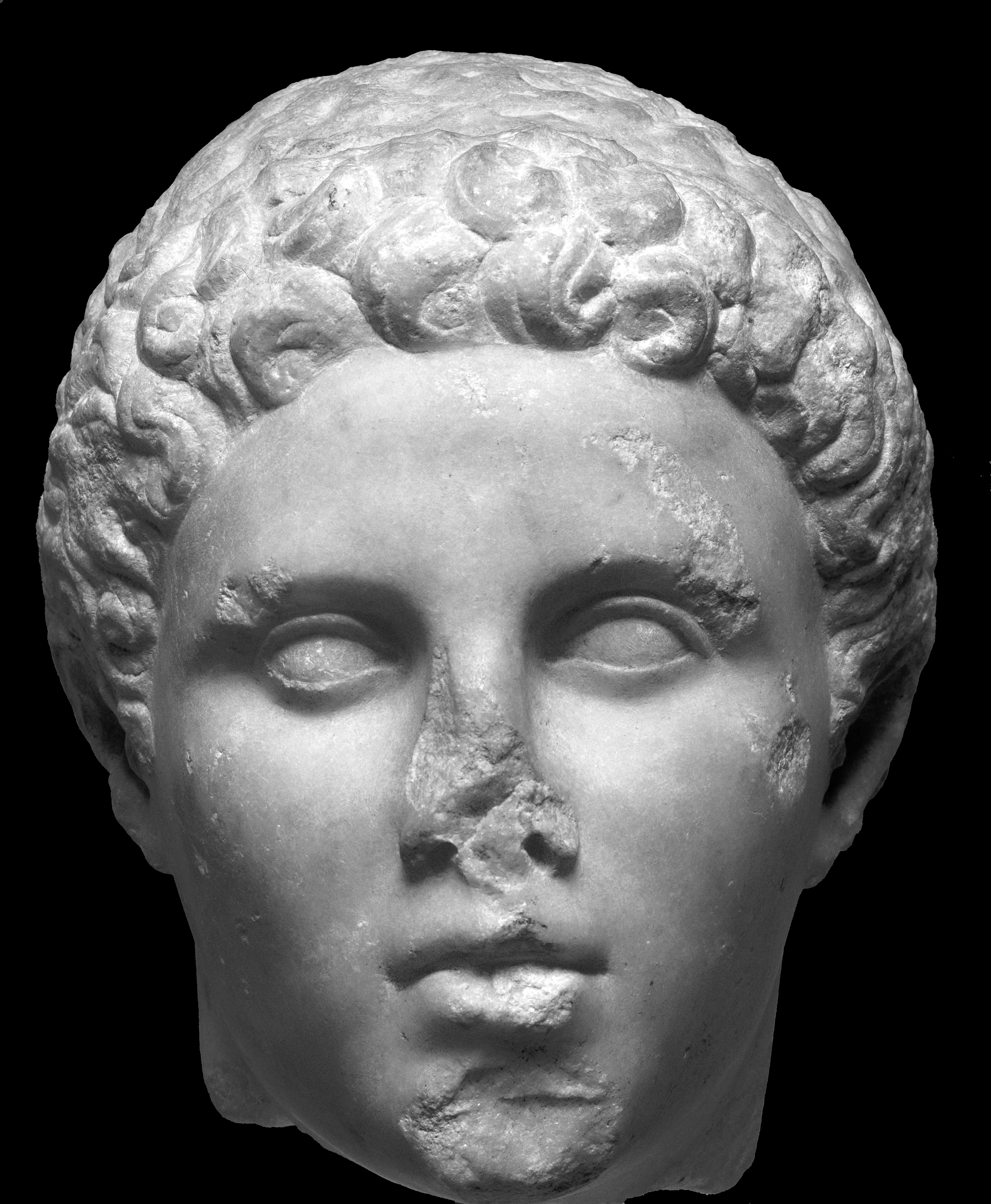
Hefajstion (głowa portretowa ze zbiorów muzealnych Getty'ego)

Hefajstion (gr. Ἡφαιστίων) – macedoński dowódca i arystokrata, znany przede wszystkim jako najbliższy przyjaciel Aleksandra Wielkiego.
Pochodził z macedońskiej arystokracji i wychowywał się razem z Aleksandrem. Podczas wojny Macedonii z Persją zajmował coraz wyższe stanowiska i w końcu został zastępcą króla. Zmarł w Ekbatanie, latem 324 p.n.e. prawdopodobnie na chorobę tropikalną, jednak nie można wykluczyć otrucia. Wcześniej poślubił Drypetis - córkę Dariusza III i Statejry I oraz siostrę Statejry II - drugiej żony Aleksandra (Wesele w Suzie).
Po śmierci Hefajstiona, Aleksander z rozpaczy kazał zabić lekarza, który leczył Hefajstiona.
Zmarłemu przyjacielowi wyprawił piękny i bardzo drogi pogrzeb.
Król Macedonii zmarł rok później.